# 카르티에 인자
대수기하학에서 카르티에 인자(Cartier因子, 영어: Cartier divisor)는 국소환 달린 공간 위에 정의될 수 있는 어떤 아벨 군 층의 단면이며, 특수한 경우 선다발에 대응한다. 적절한 조건을 만족시키는 스킴의 경우, 카르티에 인자에서 베유 인자로 가는 단사 함수가 존재하며, 비특이 대수다양체의 경우에 이는 전단사 함수이다 (즉, 모든 베유 인자는 카르티에 인자이다).

## 정의
국소환 달린 공간 {\displaystyle (X,{\mathcal {O}}_{X})}의 유리 함수층 {\displaystyle {\mathcal {K}}_{X}}를 생각하자. 그렇다면 다음과 같은, 아벨 군 층의 짧은 완전열이 존재한다.
{\displaystyle {\underline {1}}\to {\mathcal {O}}_{X}^{\times }\to {\mathcal {K}}_{X}^{\times }\to {\mathcal {K}}_{X}^{\times }/{\mathcal {O}}_{X}^{\times }\to {\underline {1}}}
여기서 {\displaystyle (-)^{\times }}는 가역원층을 뜻하며, {\displaystyle {\underline {1}}}은 자명군의 상수층이다.
{\displaystyle X}의 카르티에 인자층(Cartier主因層, 영어: sheaf of Cartier divisors)은 다음과 같은 아벨 군층이다.
{\displaystyle {\mathcal {K}}_{X}^{\times }/{\mathcal {O}}_{X}^{\times }}
{\displaystyle X}의 카르티에 인자군은 카르티에 인자층의 대역 단면들의 아벨 군, 즉
{\displaystyle \operatorname {CaDiv} (X)=\Gamma (X;{\mathcal {K}}_{X}^{\times }/{\mathcal {O}}_{X}^{\times })}
이다. {\displaystyle X}의 카르티에 인자는 카르티에 인자층의 대역 단면, 즉 카르티에 인자군의 원소이다.:141:256, Definition 7.1.17 즉, 구체적으로 {\displaystyle X}의 카르티에 인자는 {\displaystyle X}의 열린 덮개 {\displaystyle \{U_{i}\}_{i\in I}} 및 유리 함수 {\displaystyle \{f_{i}\in \Gamma (U_{i},{\mathcal {K}}_{X}^{\times })\}_{i\in I}}로 정의되며, 이 경우 임의의 {\displaystyle i,j\in I}에 대하여 만약 {\displaystyle U_{i}\cap U_{j}\neq \varnothing }이라면
{\displaystyle f_{i}/f_{j}\in \Gamma (U_{i}\cap U_{j};{\mathcal {O}}_{X}^{\times })}
이어야 한다.

### 효과적 인자
효과적 카르티에 인자(效果的Cartier因子, 영어: effective Cartier divisor)는 모노이드 준동형
{\displaystyle \Gamma (X;{\mathcal {O}}_{X}\cap {\mathcal {K}}^{\times })\to \Gamma (X;{\mathcal {K}}^{\times }/{\mathcal {O}}_{X}^{\times })}
의 상에 속하는 카르티에 인자이다.:256, Definition 7.1.17 즉, 위와 같이 구체적으로 {\displaystyle \{(U_{i},f_{i})\}_{i\in I}}로 나타내었을 때, {\displaystyle f_{i}\in \Gamma (U_{i},{\mathcal {O}}_{X})\cap \Gamma (U_{i},{\mathcal {K}}_{X}^{\times })}로 잡을 수 있는 카르티에 인자이다.:145 이 경우, 각 {\displaystyle f_{i}}는 아이디얼 층 {\displaystyle (f_{i})}를 정의하며, 이는 여차원이 1인 부분 스킴을 정의한다.

### 카르티에 인자 유군
층의 짧은 완전열에 따라서, 다음과 같은 아벨 군의 긴 완전열이 존재한다.
{\displaystyle 1\to \Gamma (X;{\mathcal {O}}_{X}^{\times })\to \Gamma (X;{\mathcal {K}}_{X}^{\times }){\xrightarrow {(-)}}\Gamma (X;{\mathcal {K}}_{X}^{\times }/{\mathcal {O}}_{X}^{\times })\to \operatorname {H} ^{1}(X;{\mathcal {O}}_{X}^{\times })=\operatorname {Pic} (X)\to \operatorname {H} ^{1}(X;{\mathcal {K}}_{X}^{\times })\to \cdots }
카르티에 주인자(Cartier主因子, 영어: principal Cartier divisor)는 {\displaystyle (-)\colon \Gamma (X;{\mathcal {K}}_{X}^{\times })\to \Gamma (X;{\mathcal {K}}_{X}^{\times }/{\mathcal {O}}_{X}^{\times })}의 상에 속하는 카르티에 인자이다.:256, Definition 7.1.17 이에 대한 몫군
{\displaystyle {\frac {\Gamma (X;{\mathcal {K}}_{X}^{\times }/{\mathcal {O}}_{X}^{\times })}{(\Gamma (X;{\mathcal {K}}_{X}^{\times }))}}}
을 카르티에 인자 유군(영어: Cartier divisor class group)이라고 한다.:256, Definition 7.1.17
완전열의 정의에 따라 카르티에 인자 유군은 피카르 군 {\displaystyle \operatorname {Pic} (X)=\operatorname {H} ^{1}(X;{\mathcal {O}}_{X}^{\times })}의 부분군이며, 만약 {\displaystyle \operatorname {H} ^{1}(X;{\mathcal {K}}_{X}^{\times })=1}이라면 카르티에 인자 유군은 피카르 군과 일치한다. 이것이 성립할 충분 조건은 {\displaystyle X}가 축소 뇌터 스킴인 것이다.:257, Corollary 7.1.19

## 성질
{\displaystyle X}가 정역 스킴이라고 하자. 그렇다면, 피카르 군 {\displaystyle \operatorname {Pic} (X)}은 가역층들의 동치류들로 구성될 수 있으며, 카르티에 인자 유군은 피카르 군의 부분군이므로, 카르티에 인자 {\displaystyle D}에 대응하는 선다발 {\displaystyle {\mathcal {L}}(D)} (또는 가역층 {\displaystyle {\mathcal {O}}_{X}(D)})을 정의할 수 있으며, 인자의 합은 이 선다발의 텐서곱에 해당한다.
구체적으로, {\displaystyle X}의 (충분히 섬세한) 열린 덮개 {\displaystyle (U_{i})_{i\in I}}에 대하여, 선다발은 {\displaystyle U_{i}}와 {\displaystyle U_{j}} 사이의 전이 사상(영어: transition map) {\displaystyle h_{ij}\colon U_{i}\cap U_{j}\to k^{\times }}들로 정의된다. 카르티에 인자
{\displaystyle \{[f_{i}]\}_{i\in I}}
{\displaystyle [f_{i}]\in \Gamma (U_{i};{\mathcal {K}}_{X}/{\mathcal {O}}_{X}^{\times })}
{\displaystyle f_{i}\in \Gamma (U_{i};{\mathcal {K}}_{X})=\operatorname {Frac} (\Gamma (U_{i};{\mathcal {O}}_{X}))}
가 주어졌을 때, 전이 사상들을
{\displaystyle h_{ij}={\frac {\operatorname {res} _{U_{i}\cap U_{j}}^{U_{i}}f_{i}}{\operatorname {res} _{U_{i}\cap U_{j}}^{U_{j}}f_{j}}}\in \Gamma (U_{i}\cap U_{j}\in {\mathcal {K}}_{X})}
로 정의하자. 그렇다면, 이는 전이 사상의 성질들 {\displaystyle h_{ij}h_{ji}=1}, {\displaystyle h_{ij}h_{jk}h_{ki}=1}을 만족시킴을 쉽게 알 수 있다.

## 역사
베유 인자의 개념을 1950년대에 피에르 카르티에가 개량하여, 층 이론을 사용하여 카르티에 인자를 도입하였다. 이로서 후자는 특이점이 있는 공간에도 적용할 수 있게 되었다.